# Karla Faye Tucker
Karla Faye Tucker (18 de noviembre de 1959 - 3 de febrero de 1998) fue una convicta por asesinato en el Estado de Texas condenada en 1984 y ejecutada catorce años más tarde. Fue la primera mujer en ser ejecutada en Estados Unidos de América desde la ejecución de Velma Barfield en 1984, y la primera en Texas desde la ejecución de Josefa "Chipita" Rodriguez en 1863. Por ser mujer y su conversión al cristianismo, inspiró un movimiento en Estados Unidos que abogaba el cambio de la condena a muerte de Tucker por la de cadena perpetua. Este movimiento llegó a tener alcance internacional.

## Biografía
Karla Tucker nació en Houston, Texas, era la más joven de tres hermanas. Su padre Larry era estibador en el golfo de México. Cuando Karla tenía diez años sus padres se divorciaron, y durante los procedimientos del divorcio, ella creyó haber sido la causa de la ruptura de sus padres. A los 12 años ya consumía drogas. A los 14 fue expulsada del colegio, siguió a su madre Carolyn en un grupo de rock, ejerciendo la prostitución y viajando con grupos como The Allman Brothers Band, The Marshall Tucker Band y Eagles. A los 16 años se casó con Stephen Griffith de quien se divorció poco tiempo después.
Karla Faye Tucker acudió a su juicio totalmente drogada, y por ello el juicio estuvo a punto de suspenderse. Por culpa del efecto de las drogas Karla llegó a manifestar que sintió placer sexual al matar.
Tras unos años en la cárcel se rehabilitó. Se casó con el párroco Dana Lane Brown y dio varias charlas en contra de las drogas, en ocasiones teniendo visitas de drogadictos para convencerles de acabar con su adicción a las drogas. Muchos de esos drogadictos se rehabilitaron y por ello se considera que Karla salvó más vidas que las personas que asesinó.

## Crímenes

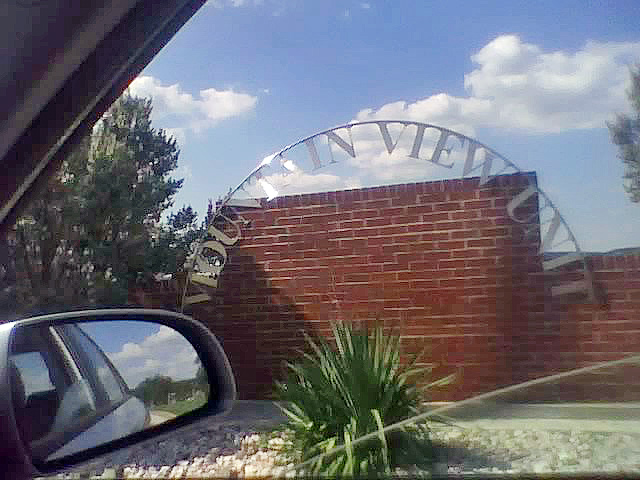
La Unidad Mountain View tiene el corredor de la muerte estatal para mujeres de Texas

El 11 de junio de 1983, Tucker y sus amigos, luego de consumir altas dosis de drogas y alcohol, fueron a robar a Jerry Lyan Dean, de 27 años. Cuando Dean los descubrió, Karla lo asesinó a sangre fría apuñalándolo con una piqueta. También mató a la novia de Dean, Deborah Thornton, de 32 años de edad.
La Unidad Mountain View tiene el corredor de la muerte estatal para mujeres de Texas.

## Ejecución

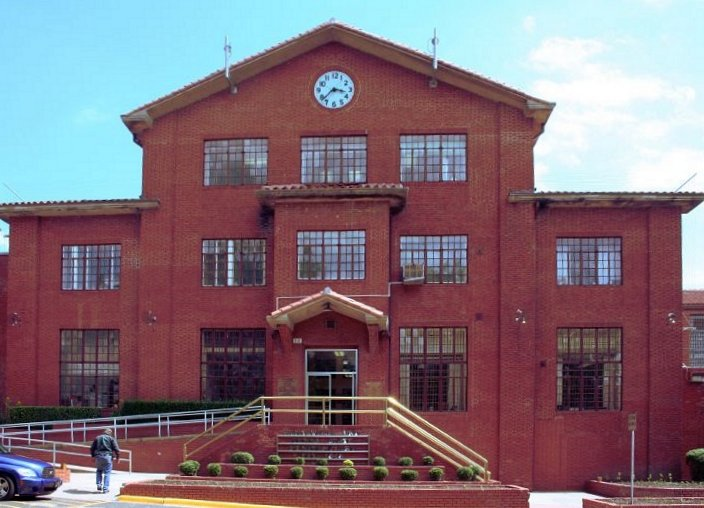
La Unidad de Huntsville tiene la cámara de ejecución del estado de Texas.

A pesar de la presión nacional e internacional, Karla fue ejecutada en la Penitenciaría Estatal de Texas en Huntsville por medio de una inyección letal el martes 3 de febrero de 1998 a las 6:45 p. m.. Su cuerpo está sepultado en Forest Park Cemetery de Houston.

## Tributo

### Canciones por Karla Tucker
- The Tomorrowpeople (1999). "America's Deathrow Sweetheart" (Gibson/Powerchurch) en el álbum Marijuana Beach [Olivia Records]
- Indigo Girls (1999). "Faye Tucker" (Ray) en el álbum Come on Now Social [Epic Records]
- Richard Dobson (1999). "Ballad of Chipita and Karla Faye" (Richard Dobson) en el álbum Global Village Garage [R&T Musikproduktion]
- Mary Gauthier (2001). "Karla Faye" (Mary Gauthier/Crit Harmon) en el álbum Drag Queens in Limousines [Munich Records BV]
- David Knopfler (2002). "Karla Faye" (David Knopfler) en el álbum Wishbones [Paris Records/Edel GmbH/Koch Entertainment]

### Cine y televisión
- A Question of Mercy: The Karla Faye Tucker Story (1998), documental de televisión dirigido por Rob Feldman.[3]
- Dead Woman Walking: The Karla Faye Tucker Story (1999), Serie Justicia Americana (episodio).[4]
- Crossed Over (2002), película con Jennifer Jason Leigh y Diane Keaton.[5]
- Karla Faye Tucker: Forevermore (2004), película dirigida por Helen Gibson.[6]

### Páginas web
- Grupo de fanes de Facebook (remembering Karla Faye Tucker).[7]